# Llau dels Malalts
La llau dels malalts és una curta llau del terme de Conca de Dalt, al Pallars Jussà, dins de l'antic terme d'Hortoneda de la Conca, en territori del poble d'Hortoneda.
S'origina a l'extrem sud-oriental dels Trossos de la Font dels Malalts, pròpiament a la Font dels Malalts, des d'on davalla cap al nord-oest fins a trobar la llau dels Pastors entre Boscarró (sud-oest), Boïgues de Mitges (nord-oest) i la Font de l'Era (nord-est), en un curt recorregut.